# ۱۱۱۳ (میلادی)
۱۱۱۳ (میلادی) هزار و صد و سیزدهمین سال تقویم میلادی است.

## درگذشتگان
‎